# Il canto delle manére
Il canto delle manére è un romanzo di Mauro Corona del 2009, che racconta la vita di Santo Corona detto "della Val Martin", dall'infanzia di povertà alla vecchiaia dove il protagonista, ormai ricco, conduce una vita semplice ma va sempre alla ricerca di sfide.

## Trama
Rimasto orfano di entrambi i genitori fin dalla nascita, Santo Corona viene allevato dai nonni. Maltrattato da una vecchia zia che frequenta la casa, viene preso sotto la protezione di Augusto Peron, che lo inizia al mestiere di boscaiolo.
Dimostra presto di esser bravo così, all'età di dodici anni, il nonno lo porta a Maniago per comperargli un'ascia tutta per lui. Santo comincia a guadagnarsi da vivere facendo il boscaiolo con il vecchio.
Tutta la sua giovinezza viene segnata da prove di bravura e di coraggio, fino a riuscire a tagliarsi i peli del polpaccio con la manéra come il suo maestro, Augusto. La vita dei boscaioli è dura e rischiosa e Santo è testimone di diversi incidenti capitati ai suoi colleghi. Lui però dimostra, oltre alla bravura, un'attenzione e una prontezza di riflessi notevole, condizione che gli salva la pelle in più di un'occasione. Un giorno salva la vita a Jacon Del Movi, dopo questo fatto diventano grandi amici. In quel periodo muore il nonno di polmonite (la nonna era già venuta a mancare) e Santo rimane solo.
Conosce Paula Francesca, una portatrice, e se ne innamora. Promette di sposarla dopo la nascita del figlio che aspetta, ma il bambino nasce morto e Santo non la sposa, pur continuando a frequentarla.
Santo, conscio della sua abilità, è sempre più pervaso da un senso di onnipotenza fino a sfidare il suo vecchio maestro in una gara di abilità, dove mette a repentaglio la vita di un vecchio ubriacone del paese. Augusto lo lascia vincere per metter fine a situazioni sempre più pericolose.
Nel frattempo un altro boscaiolo, Tomaso De Bartol, suscita le ire di tutti gli altri lavoratori per la sua smania di arricchirsi, che lo porta ad accaparrarsi i lavori in modo scorretto, danneggiando le altre squadre di taglialegna. Gli uomini di Santo si vendicano bastonando Tomaso ed abusando della sua donna. Lei riesce a riconoscerli e li uccide uno alla volta avvelenandoli.
La faida continua fino all'uccisione di Augusto; Santo giura di vendicarsi. Un giorno scopre la sua donna con quello che credeva un amico, Jacon Dal Movi. Il caso gli dà l'opportunità di ucciderlo, ma è costretto a scappare per non finire in galera. Decide di andare in Austria e trova due compaesani, emigrati da vent'anni. Entra nella loro squadra di boscaioli. Conosce e frequenta Giovanna, ma il rapporto subisce la stessa fine di quello precedente, anche se stavolta Santo, tormentato dal rimorso del suo primo assassinio, non uccide gli amanti.
Dopo aver ottenuto la stima dei compagni di lavoro Santo pensa di metter su impresa da solo. Conosce Stefano e Raffaele, architetto uno, medico l'altro, scappati in Austria per cambiare vita. Li fa ingaggiare come boscaioli, anche se privi di esperienza. Santo forma la sua squadra con alcuni compagni e si trasferisce da Arnoldstein ad Altaussee. Iniziato alla cultura dai due "strani boscaioli", come chiama Stefano e Raffaele, ad Altaussee, località turistica estiva, ha modo di conoscere letterati e musicisti. Conosce anche un alpinista ed inizia ad appassionarsi di scalate.
Scoppia la prima guerra mondiale, Santo scappa in Svizzera con parte della sua squadra per tutta la durata dell'evento. Ritornato in Austria incontra ancora Giovanna e la frequenta saltuariamente, pur essendone innamorato. Intanto la squadra perde altri uomini, o per tragici incidenti o perché ritornati ai paesi d'origine. Santo, poco prima dell'inizio della seconda guerra mondiale, si trasferisce in Francia. Incontra altri compaesani emigrati, dalla lettera ricevuta da uno di questi Santo viene a sapere che la sua casa di Erto è stata bruciata dagli invasori. Lo pervade allora il desiderio di ritornare al suo paese natio prima di morire. Tornato a Erto, ricchissimo ma vestito da straccione, nessuno lo riconosce tranne l'antico nemico Tomaso De Bortol. Risistema la sua casa, frequenta pochi amici. Riesce a vendicare Augusto, ma perde la vita nella sfida con il vecchio faggio della val da Diach che nessun boscaiolo ha mai osato sfidare.

## Curiosità
I boscaioli emigrati in Francia esistono realmente e hanno lavorato da giovani nei cantieri di Digne e Allos.

## Edizioni
- Mauro Corona, Il canto delle manére, Mondadori, 2009,  pp. 411, ISBN 978-88-04-59071-2.